# Бегларян, Арсен Абрамович
Арсен Абрамович Бегларян (арм. Արսեն Աբրահամի Բեգլարյան; 18 февраля 1993, Краснодар, Россия) — армянский футболист, вратарь клуба «Арарат-Армения». Выступает за сборную Армении.

## Биография
Родился в городе Краснодар, где и занимался футболом в местных футбольных клубах «Кубань» и «Краснодар».
Несмотря на большое количество предложений от российских клубов, в январе 2012 года Бегларян присоединился к армянскому клубу «Гандзасар», чтобы получить больше игровой практики. Он был вторым кандидатом от «Гандзасара» в номинации армянского футболиста года в 2012 году.
Контракт Арсена с «Гандзасаром» закончился 30 июня 2014 года. После чего он недолго играл за «Ширак», а потом выступал за клубы «Улисс» и «Мика». В 2016 году стал игроком «Алашкерта».
В начале сентября 2012 году Бегларян был приглашён в национальную сборную Армении. За сборную он дебютировал 5 февраля 2013 года в товарищеском матче против Люксембурга во Франции. Его первый матч в официальном турнире состоялся 4 сентября 2016 года против Дании, в котором Бегларян отбил пенальти от Кристиана Эриксена.

## Статистика выступлений

### В сборной
| №  | Дата            | Оппонент          | Счёт | Голы | Сухие     | Карточки | Минуты | Соревнование             |
| -- | --------------- | ----------------- | ---- | ---- | --------- | -------- | ------ | ------------------------ |
| 1  | 25 марта 2016   | Беларусь          | 0:0  | —    | зелёная ✓ | —        | 83'    | Товарищеский матч        |
| 2  | 29 мая 2016     | Гватемала         | 7:1  | -1   | —         | —        | 90'    | Товарищеский матч        |
| 3  | 2 июня 2016     | Сальвадор         | 4:0  | —    | зелёная ✓ | —        | 90'    | Товарищеский матч        |
| 4  | 31 августа 2016 | Чехия             | 0:3  | -3   | —         | —        | 90'    | Товарищеский матч        |
| 5  | 4 сентября 2016 | Дания             | 0:1  | -1   | —         | —        | 90'    | Отбор ЧМ-2018 (группа Е) |
| 6  | 8 октября 2016  | Румыния           | 0:5  | -5   | —         | —        | 90'    | Отбор ЧМ-2018 (группа Е) |
| 7  | 11 октября 2016 | Польша            | 1:2  | -2   | —         | 74'      | 90'    | Отбор ЧМ-2018 (группа Е) |
| 8  | 11 ноября 2016  | Черногория        | 3:2  | -2   | —         | —        | 90'    | Отбор ЧМ-2018 (группа Е) |
| 9  | 26 марта 2017   | Казахстан         | 2:0  | —    | зелёная ✓ | —        | 90'    | Отбор ЧМ-2018 (группа Е) |
| 10 | 4 июня 2017     | Сент-Китс и Невис | 5:0  | —    | зелёная ✓ | —        | 90'    | Товарищеский матч        |
| 11 | 10 июня 2017    | Черногория        | 1:4  | -4   | —         | —        | 90'    | Отбор ЧМ-2018 (группа Е) |
| 12 | 8 октября 2017  | Казахстан         | 1:1  | -1   | —         | —        | 90'    | Отбор ЧМ-2018 (группа Е) |
| 13 | 9 ноября 2017   | Беларусь          | 4:1  | -1   | —         | —        | 90'    | Товарищеский матч        |
| 14 | 13 ноября 2017  | Кипр              | 3:2  | -2   | —         | —        | 90'    | Товарищеский матч        |

Итого: сыграно матчей: 14 / сухих:4 / пропущено голов: 22; победы: 7, ничьи: 2, поражения: 5.
Последний матч (на замене): 15 Октября 2019 года — Отбор ЧЕ-2020 (группа J) против Финляндии.

## Достижения
- Чемпион Армении (2): 2016/17, 2017/18, 2022/23
- Обладатель Кубка Армении: 2022/23
- Финалист Кубка Армении: 2013/14
- Обладатель Суперкубка Армении: 2017